# La Vive Flamme d'amour (livre)
Pour les articles homonymes, voir Vive Flamme (homonymie).
La Vive Flamme d'amour (en espagnol : La Llama de Amor viva) est un livre rédigé par Jean de la Croix vers l'année 1584. Après avoir composé le poème La Vive Flamme d'amour, une de ses filles spirituelles (Ana de Peñalosa) lui demande l'interprétation des vers de ce poème. Jean de la Croix rédige alors un petit traité ayant le même titre que le poème : La Vive Flamme d'amour. Ce petit traité explique les différents métaphores et images symboliques du poème. De son auteur même, ce poème décrit l'expérience d'union de l'âme avec Dieu. Le poète y décrit ce qu'il considère comme « le sommet de la vie spirituelle et de l'union avec Dieu ».
Cet ouvrage, originellement destiné à Ana de Peñalosa, est traduit et diffusé avec l’œuvre mystique de Jean de la Croix. De nombreuses traductions et éditions ont eu lieu, après sa mort et jusqu'à aujourd'hui.

## Historique de l’œuvre

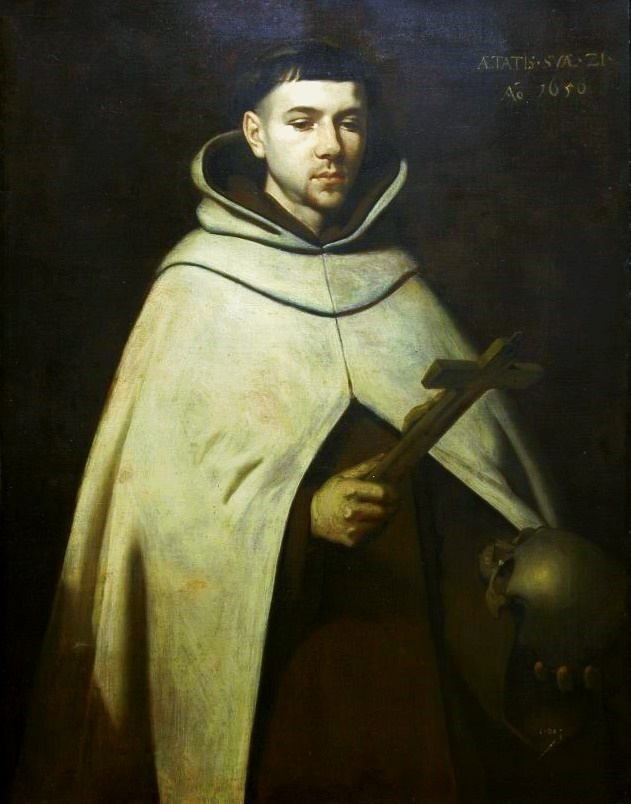
Portrait de Jean de la Croix, par Zurbarán.

Jean de la Croix compose entre 1582 et 1584 (ou entre 1584 et 1585 suivant les sources) un poème : La Vive Flamme d'amour (en espagnol : La Llama de Amor viva) à la demande d'Ana de Peñalosa, une de ses filles spirituelles.
Quelque temps après avoir reçu ce poème, Ana de Peñalosa demande à Jean de la Croix une interprétation de son poème. 
Jean de la Croix commente alors le poème dans un petit ouvrage qui porte le même titre : La Vive Flamme d'amour. Ce livre est son dernier grand traité de théologie avant la mort. Dans ce traité, Jean de la Croix décrit ce qu'il considère comme « le sommet de la vie spirituelle et de l'union avec Dieu ».

## Contenu de l'ouvrage
La traduction de l’œuvre rédigée par Jean de la Croix (vers 1584) a été réalisée par le père Grégoire de Saint Joseph.
La publication débute par une courte présentation de l'édition faite par Jean-Pie Lapierre. Suit le prologue, rédigé par Jean de la Croix et le poème La Vive Flamme d'amour de 4 strophes de 6 vers.
Le livre se découpe ensuite en 4 chapitres de longueurs inégales analysant chaque strophe l'une après l'autre.
Pour chaque strophe, nous retrouvons en début de chapitre :
- une reprise complète de la strophe du poème
- une première explication globale de la strophe (en moins de 2 pages)
- une reprise successive de chaque vers de la strophe avec une longue explication du vers.

Les deux premières strophes voient une étude de longueur comparable (environ 30 pages pour les strophes 1 et 2). 
La 3e strophe est la plus détaillée (environ 50 pages), la dernière strophe est la plus courte (seulement 11 pages).
L'auteur ne semble pas vouloir s'étendre sur ces derniers vers qui chantent l'union de l'âme à Dieu. Au moment d'aborder les trois derniers vers, il prévient déjà son lecteur : « je ne prétend pas expliquer ici cette douce aspiration de Dieu, de peur de la faire paraître moindre qu'elle n'est, et de l'obscurcir au
lieu de la rendre plus intelligible », puis après quelques lignes de commentaire sur ces ultimes vers, il termine l’œuvre en déclarant :« Mais comme ces choses surpassent la capacité de notre esprit, et ne peuvent tomber dans notre sens, je n'en parlerai pas davantage, et je mettrai fin à ce Traité. ».

### Articles liés
- La Vive Flamme d'amour (le poème lié à l'œuvre).
- Jean de la Croix
- Oraison silencieuse
- Ordre du Carmel